# Coulommes-et-Marqueny
Coulommes-et-Marqueny és un municipi francès situat al departament de les Ardenes i a la regió del Gran Est. L'any 2007 tenia 93 habitants. És regat pel Ruisseau d'Arsson i el Ruisseau de Louvergny, a la conca de l'Aisne. Forma part de la mancomunitat de municipis Crêtes Préardennaises.

## Demografia
El 2007 tenia 93 habitants. Hi havia 40 famílies. Hi havia 45 habitatges, 42 habitatges principals, dues segones residències i un desocupat. Tots eren cases. La població ha evolucionat segons el següent gràfic:

## Economia
El 2007 la població en edat de treballar era de 55 persones, 41 eren actives i 14 eren inactives. Hi havia una empresa de fabricació d'altres productes industrials, una agència immobiliària, tres empreses de serveis de proximitat.
L'any 2000 a Coulommes-et-Marqueny hi havia deu explotacions agrícoles.